# Circles (chanson de Post Malone)
Pour les articles homonymes, voir Circle.
Singles de Post Malone
Goodbyes
(2019) Enemies (en)
(2019)
Circles est une chanson de Post Malone sortie le 30 août 2019 en tant que troisième single extrait de son troisième album studio Hollywood's Bleeding.

## Historique
Le 5 août 2019, Post Malone poste sur sa chaîne YouTube un teaser présentant trente secondes de la chanson Circles. Il interprète le titre sur scène pour la première fois le soir-même lors d'un concert promotionnel sponsorisé par la marque Bud Light qui se déroule dans la salle new-yorkaise The Cutting Room (en). Il est alors accompagné des musiciens du projet musical Sublime with Rome (en),. Le lendemain, il présente un extrait de la chanson dans l'émission américaine The Tonight Show Starring Jimmy Fallon,. La sortie du single est d'abord prévue pour la semaine suivante mais elle est repoussée.
Circles sort le 30 août 2019 sur les plateformes numériques. Il s'agit du troisième single promouvant le troisième album studio de Post Malone, Hollywood's Bleeding, qui est sorti le 6 septembre 2020.

## Clip vidéo
Le clip vidéo de Circles, qui est réalisé par Colin Tilley (en), est posté sur la chaîne YouTube de Post Malone le 3 septembre 2019. Il est visionné cinq millions de fois en 24 heures.

## Accueil commercial
Aux États-Unis, Circles atteint la première place du Billboard Hot 100 dans le classement daté du 30 novembre 2019 avec 14 000 ventes digitales, 23.4 millions de streams et 91.1 millions d'écoutes en radio. La chanson occupe cette première position pendant trois semaines non-consécutives. Il s'agit du quatrième numéro un de Post Malone après Rockstar, Psycho et Sunflower et du premier numéro un pour lequel il est le seul interprète crédité.
Dans le classement daté du 2 mai 2020, Circles devient la chanson étant restée le plus longtemps dans le top dix du Billboard Hot 100, dépassant Shape of You d'Ed Sheeran, Girls Like You de Maroon 5 et Cardi B et Sunflower de Post Malone et Swae Lee qui détenaient le record avec trente-trois semaines.
Le titre occupe la première place du top Pop Songs pendant dix semaines et se classe dans son top dix pendant plus de trente semaines. Il est le quatrième numéro un du chanteur dans ce classement après Psycho, Better Now et Wow.

## Classements et certifications
| Classement (2019-20)                       | Meilleure position |
| ------------------------------------------ | ------------------ |
| Allemagne (GfK Entertainment)              | 17                 |
| Argentine (Hot 100)                        | 87                 |
| Australie (ARIA)                           | 2                  |
| Australie (Digital Song Sales)             | 6                  |
| Autriche (Ö3 Austria Top 40)               | 9                  |
| Belgique (Flandre Ultratop 50 Singles)     | 5                  |
| Belgique (Flandre Ultratop 50 Airplay)     | 4                  |
| Belgique (Flandre Ultratop R&B/Hip-Hop)    | 1                  |
| Belgique (Wallonie Ultratop 50 Singles)    | 15                 |
| Belgique (Wallonie Ultratop 50 Airplay)    | 17                 |
| Belgique (Wallonie Ultratop R&B/Hip-Hop)   | 4                  |
| Bolivie (Monitor Latino)                   | 13                 |
| Brésil (Top 100 Brasil (en))               | 48                 |
| Canada (Hot 100)                           | 2                  |
| Canada (All-Format Airplay)                | 2                  |
| Canada (Canada AC)                         | 1                  |
| Canada (CHR/Top 40)                        | 1                  |
| Canada (Digital Songs)                     | 3                  |
| Canada (Hot AC)                            | 1                  |
| Chili (Monitor Latino)                     | 17                 |
| Colombie (National-Report)                 | 57                 |
| Corée du Sud (Gaon)                        | 138                |
| Communauté des États indépendants (Tophit) | 10                 |
| Croatie (HRT)                              | 6                  |
| Danemark (Tracklisten)                     | 3                  |
| Écosse (OCC)                               | 7                  |
| Espagne (PROMUSICAE)                       | 61                 |
| États-Unis (Hot 100)                       | 1                  |
| États-Unis (Adult Contemporary)            | 3                  |
| États-Unis (Adult Pop Songs)               | 1                  |
| États-Unis (Alternative Songs)             | 23                 |
| États-Unis (Dance/Mix Show Airplay)        | 2                  |
| États-Unis (Digital Songs)                 | 1                  |
| États-Unis (Dance Club Songs)              | 31                 |
| États-Unis (On-Demand Songs (es))          | 1                  |
| États-Unis (Pop Airplay)                   | 1                  |
| États-Unis (Radio Songs)                   | 1                  |
| États-Unis (Rhythmic Songs)                | 10                 |
| États-Unis (Rock Airplay)                  | 22                 |
| États-Unis (Streaming Songs)               | 2                  |
| États-Unis (Rolling Stone Top 100 (en))    | 1                  |
| Europe (Digital Song Sales)                | 5                  |
| Finlande (Suomen virallinen lista)         | 5                  |
| France (SNEP)                              | 77                 |
| France (SNEP Radio)                        | 5                  |
| Hongrie (Rádiós Top 40)                    | 7                  |
| Hongrie (Single Top 40)                    | 11                 |
| Hongrie (Stream Top 40)                    | 4                  |
| Irlande (IRMA)                             | 2                  |
| Islande (Tónlistinn)                       | 1                  |
| Israël (Media Forest)                      | 8                  |
| Italie (FIMI)                              | 20                 |
| Japon (Hot 100)                            | 81                 |
| Lettonie (LAIPA)                           | 2                  |
| Liban (The Official Lebanese Top 20)       | 15                 |
| Lituanie (AGATA)                           | 3                  |
| Luxembourg (Digital Song Sales)            | 6                  |
| Malaisie (RIM (en))                        | 1                  |
| Mexique (Mexico Airplay (en))              | 1                  |
| Mexique (Mexico Ingles Airplay (en))       | 1                  |
| Norvège (VG-lista)                         | 2                  |
| Nouvelle-Zélande (RMNZ)                    | 1                  |
| Pays-Bas (Nederlandse Top 40)              | 3                  |
| Pays-Bas (Single Top 100)                  | 4                  |
| Pologne (ZPAV)                             | 8                  |
| Porto Rico (Monitor Latino)                | 11                 |
| Portugal (AFP)                             | 11                 |
| République dominicaine (SodinPro (it))     | 40                 |
| Roumanie (Romanian Radio Airplay)          | 10                 |
| Royaume-Uni (UK Singles Chart)             | 3                  |
| Royaume-Uni (UK R&B Chart)                 | 1                  |
| Russie (Tophit)                            | 9                  |
| Singapour (RIAS (en))                      | 2                  |
| Slovaquie (IFPI Rádio)                     | 3                  |
| Slovaquie (IFPI Singles Digitál)           | 3                  |
| Slovénie (SloTop50)                        | 3                  |
| Suède (Sverigetopplistan)                  | 7                  |
| Suisse (Schweizer Hitparade)               | 10                 |
| Suisse (Charts Romandie)                   | 19                 |
| Suisse (Digital Song Sales)                | 10                 |
| Tchéquie (IFPI Rádio)                      | 7                  |
| Tchéquie (IFPI Singles Digitál)            | 3                  |
| Ukraine (Tophit)                           | 81                 |

| Classement (2019)                        | Position |
| ---------------------------------------- | -------- |
| Allemagne (GfK Entertainment)            | 86       |
| Australie (ARIA)                         | 20       |
| Australie (ARIA Urban)                   | 5        |
| Autriche (Ö3 Austria Top 40)             | 34       |
| Belgique (Flandre Ultratop)              | 68       |
| Belgique (Flandre Ultratop Urban)        | 6        |
| Belgique (Wallonie Ultratop Urban)       | 40       |
| Canada (Canadian Hot 100)                | 49       |
| Canada (Hot Canadian Digital Songs)      | 44       |
| Danemark (Tracklisten)                   | 35       |
| États-Unis (Billboard Hot 100)           | 62       |
| États-Unis (Digital Song Sales)          | 47       |
| États-Unis (On-Demand Songs (es))        | 42       |
| États-Unis (Pop Songs)                   | 33       |
| États-Unis (Radio Songs)                 | 62       |
| États-Unis (Streaming Songs)             | 55       |
| États-Unis (Rolling Stone Top 100 (en))  | 22       |
| Irlande (IRMA)                           | 29       |
| Lettonie (LAIPA)                         | 27       |
| Nouvelle-Zélande (RMNZ)                  | 28       |
| Pays-Bas (Nederlandse Top 40)            | 22       |
| Pays-Bas (Single Top 100)                | 32       |
| Pologne (Polish Airplay Top 100)         | 71       |
| Royaume-Uni (UK Singles Chart)           | 66       |
| Suède (Sverigetopplistan)                | 71       |
| Suisse (Schweizer Hitparade)             | 72       |
| Classement (2020)                        | Position |
| Argentine (Monitor Latino)               | 40       |
| Bolivie (Monitor Latino)                 | 40       |
| Canada (Hot 100)                         | 5        |
| Chili (Monitor Latino)                   | 23       |
| États-Unis (Billboard Hot 100)           | 2        |
| États-Unis (Adult Contemporary)          | 3        |
| États-Unis (Adult Pop Songs (en))        | 1        |
| États-Unis (Dance/Mix Show Airplay (en)) | 9        |
| États-Unis (Digital Songs)               | 4        |
| États-Unis (Pop Songs)                   | 3        |
| États-Unis (Radio Songs)                 | 1        |
| États-Unis (Streaming Songs)             | 5        |
| Honduras (Monitor Latino)                | 39       |
| Mexique (Monitor Latino)                 | 15       |
| Nouvelle-Zélande (RMNZ)                  | 20       |
| Panama (Monitor Latino)                  | 87       |
| Salvador (Monitor Latino)                | 81       |

| Région | Certification | Ventes/Streams |
| --- | ------------- | -------------- |
| Australie (ARIA) | 4 × Platine   | 280 000^       |
| Belgique (BEA) | Platine       | 40 000*        |
| Brésil (ABPD) | 3 × Platine   | 120 000*       |
| Canada (MC) | 6 × Platine   | 480 000‡       |
| Danemark (IFPI Danmark) | Platine       | 90 000^        |
| Espagne (Promusicae) | Or            | 20 000^        |
| France (SNEP) | Or            | 100 000‡       |
| Italie (FIMI) | Platine       | 50 000‡        |
| Nouvelle-Zélande (RMNZ) | 3 × Platine   | 90 000*        |
| Portugal (AFP) | 2 × Platine   | 40 000^        |
| Royaume-Uni (BPI) | Platine       | 600 000‡       |
| *Ventes selon la certification ^Mise en rayon selon la certification xNon précisé par la certification ‡ventes/streaming selon la certification |               |                |